# Judit Tóth
Judit Kornélia Erzsébet Tóth, później Garnauf  i Gundela (ur. 27 grudnia 1906 w Budapeszcie, zm. 1 września 1993 tamże) – węgierska gimnastyczka. Brązowa medalistka olimpijska z Berlina.
Zawody w 1936 były jej drugimi igrzyskami olimpijskimi,debiutowała w 1928. Brązowy medal zdobyła w rywalizacji drużynowej. Węgierską drużynę tworzyły także Margit Csillik, Margit Kalocsai, Ilona Madary, Gabriella Mészáros, Margit Nagy, Olga Törös i Eszter Voit. 